# Once (ścieżka dźwiękowa)
Once (Music from the Motion Picture) – album ze ścieżką dźwiękową z irlandzkiego filmu Once, wydany w 2007 roku, w Polsce - w 2008 r. Piosenka "Falling Slowly" pochodząca z tego soundtracku otrzymała w 2008 roku Oscara.

## Lista utworów
| L.p. | Tytuł                                                                | Wykonawca                      | Długośċ |
| 1    | "Falling Slowly" (Glen Hansard, Markéta Irglová)                     | Glen Hansard & Marketa Irglová | 4:04    |
| 2    | "If You Want Me" (Irglová)                                           | Irglová & Hansard              | 3:48    |
| 3    | "Broken Hearted Hoover Fixer Sucker Guy" (Hansard)                   | Hansard                        | 0:53    |
| 4    | "When Your Mind's Made Up" (Hansard)                                 | Hansard and Irglová            | 3:41    |
| 5    | "Lies" (Hansard, Irglová)                                            | Hansard and Irglová            | 3:59    |
| 6    | "Gold" (Fergus O'Farrell)                                            | Interference                   | 3:59    |
| 7    | "The Hill" (Irglová)                                                 | Irglová                        | 4:35    |
| 8    | "Fallen from the Sky" (Hansard)                                      | Hansard                        | 3:25    |
| 9    | "Leave" (Hansard)                                                    | Hansard                        | 2:46    |
| 10   | "Trying to Pull Myself Away" (Hansard)                               | Hansard                        | 3:36    |
| 11   | "All the Way Down" (Hansard)                                         | Hansard                        | 2:39    |
| 12   | "Once" (Hansard)                                                     | Hansard and Irglová            | 3:39    |
| 13   | "Say It to Me Now" (Hansard)                                         | Hansard                        | 2:35    |
| 14   | "And the Healing Has Begun" (Van Morrison, Collector's Edition only) | Hansard                        | 5:19    |
| 15   | "Into the Mystic" (Morrison, Collector's Edition only)               | Hansard and Irglová            | 4:21    |
| ---- | -------------------------------------------------------------------- | ------------------------------ | ------- |

## Nagrody i wyróżnienia
- Oscar 2008 za najlepszą oryginalną piosenkę z filmu - "Falling Slowly"
- Grammy Awards 2008 - nominacja dla soundtracku "Once":  Best Compilation Soundtrack Album for Motion Picture, Television or Other Visual Media oraz dla piosenki "Falling Slowly" (Best Song Written for Motion Picture, Television or Other Visual Media)
- nagroda główna Los Angeles Film Critics Association Award for Best Music
- Numer 1 najlepiej sprzedających się albumów w Irlandii (Irish Albums Chart)